# Seebestalbach
Der Seebestalbach oder Eggseebach ist ein Bach in der Gemeinde St. Jakob in Defereggen (Bezirk Lienz). Er entspringt an der Südwestseite des Panargenkamms und mündet im Hinteren Schwarzachtal im Bereich der Oberhausalm von rechts in die Schwarzach.
Der Seebestalbach ist ein kurzer Bach, der in der Flur "Im Ochsenhof" entspringt. Diese liegt an den Südwestabhängen des Keesegg zwischen dem Eggsee und dem Oberhauser Zirbenwald. Der Seebestalbach speist sich dabei unter anderem aus Wasser, das vom Oberhausbach nach Südwesten abzweigt, während der Großteil des Wassers des Oberhausbachs nach Süden abfließt. Der Bach verläuft überwiegend durch den Oberhauser Zirbenwald und mündet schließlich westlich der Oberhausalm von rechts in die Schwarzach.